# Odznaka Honorowa Powiatu Prudnickiego
Odznaka Honorowa Powiatu Prudnickiego – regionalna odznaka ustanowiona 29 sierpnia 2014 przez Radę Powiatu Prudnickiego i nadawana osobom zasłużonym dla tego powiatu.

## Charakterystyka
Odznakę Honorową Powiatu Prudnickiego nadaje się osobom fizycznym, jednostkom samorządu terytorialnego, organizacjom pozarządowym, osobom prawnym oraz jednostkom organizacyjnym niemającym osobowości prawnej, które całokształtem działalności zawodowej, społecznej i publicznej, względnie realizacją swoich zadań na rzecz powiatu prudnickiego wybitnie przyczyniły się do jego gospodarczego, kulturalnego i społecznego rozwoju. Jest nadawana przez Radę Powiatu Prudnickiego.
Odznakę wręcza starosta prudnicki oraz przewodniczący Rady Powiatu.
Odznakę nosi się na lewej stronie piersi, po odznakach orderów i odznaczeń.

## Wygląd
Odznaka Honorowa Powiatu Prudnickiego wykonana jest z metalu patynowanego na brąz. Ma kształt okrągłego medalu o średnicy 33 mm z obustronnie zaznaczoną krawędzią, z uszkiem i kółkiem do zawieszenia na wstążce. Na stronie licowej znajduje się orzeł z herbu powiatu prudnickiego, a w otoku lekko wypukły napis dwoma łukami. Na górze: „ZA ZASŁUGI”, na dole: „DLA POWIATU PRUDNICKIEGO”. Jest rozdzielony dywizorami z pojedynczych kropek. Na rewersie, pośrodku, znajduje się wypukły napis majuskułowy w trzech wierszach: „POWIAT/PRUDNICKI/DZIĘKUJE” okolony wieńcem z wawrzynów z przewiązką u dołu.
Wstążka z rypsu jedwabnego o szerokości 33 mm z trzech pasów: czerwonego, białego i błękitnego (barwy flagi powiatu prudnickiego), o szerokości 11 mm każdy.

## Odznaczeni
- Edward Cybulka (2014)[3]
- Czesław Dumkiewicz (2014)[3]
- Romuald Felcenloben (2014)[3]
- Arnold Hindera (2014)[3]
- Zdzisław Juszczyk (2014)[3]
- Joachim Mazur (2014)[3]
- Marek Radom (2014)[3]
- Jan Roszkowski (2014)[3]
- Jan Trojniak (2015)[3]
- Bolesław Fischer (2015)[3]
- Wanda Jastrzębska-Jurczak (2015)[3]
- Stanisław Święch (2015)[3]
- MKS Pogoń Prudnik (2015)[3]
- KS Pogoń Prudnik (2015)[3]
- Jan Góra (2016)[4]
- Józef Michalczewski (2017)[5]
- Jan Naskręt (2017)[5]
- Władysława Ginter (2017)[5]
- Jerzy Korabik (2018)[6]
- Teofila Kamińska (2018)[7]
- Edward Sąkół (2018)[7]
- Jan Gruszczyński (2018)[7]
- Zygmunt Kowalski (2018)[7]
- Henryk Wyrwisz (2018)[7]
- Franciszek Surmiński (2018)[8]
- Wilfryd Parchatka (2019)[9]
- Józef Skiba (2019)[9]